# Ліпувка (Вармінсько-Мазурське воєводство)
Ліпувка (пол. Lipówka, нім. Lindenau, Kreis Neidenburg) — село в Польщі, у гміні Дзялдово Дзялдовського повіту Вармінсько-Мазурського воєводства.
Населення — 116 осіб (2011).
У 1975-1998 роках село належало до Цехановського воєводства.

## Демографія
Демографічна структура станом на 31 березня 2011 року:
|          | Загалом | Допрацездатний вік | Працездатний вік | Постпрацездатний вік |
| -------- | ------- | ------------------ | ---------------- | -------------------- |
| Чоловіки | 56      | 12                 | 36               | 8                    |
| Жінки    | 60      | 23                 | 24               | 13                   |
| Разом    | 116     | 35                 | 60               | 21                   |